# Geolycosa urbana
Geolycosa urbana är en spindelart som först beskrevs av O. Pickard-Cambridge 1876.  Geolycosa urbana ingår i släktet Geolycosa och familjen vargspindlar. Utöver nominatformen finns också underarten G. u. hova.